# Alberto Corrales
Alberto Corrales Subidá (Guanabacoa, La Habana, Cuba, 21 de noviembre de 1952) es un flautista, compositor y maestro de música nacido en Guanabacoa, La Habana el 21 de noviembre de 1952. Se le conoce también como "la flauta maravillosa". Actualmente vive y desempeña su carrera profesional en la ciudad de Tijuana, México.

## Biografía
Alberto Corrales Subidá nació en Guanabacoa, La Habana, Cuba, el 21 de noviembre de 1952. Hijo del maestro fagotista Julián Corrales Chacón e Ignacia Subidá Valdez. Inició sus estudios musicales en el conservatorio Guillermo Tomás de Guanabacoa en 1960, estudiando piano. En 1962 comienza a estudiar flauta en el mismo conservatorio bajo la dirección del maestro Mario Badía. En 1963 se hace acreedor a una beca de estudios en la Escuela Nacional de Arte de Cuba, en La Habana, estudiando bajo la dirección del maestro Emitio Mayo y Todor Kiuchiukov, profesor búlgaro. De 1969 a 1971 forma parte de la banda del Estado Mayor del Ejército Cubano. En 1971 estudia con el profesor búlgaro y destacado flautista Nicolae Koev. En 1971 ingresa a la banda nacional de conciertos, bajo la dirección del maestro Manuel Duchesnes Morillas y Arturo Bonachea, de la cual forma parte hasta 1985 donde se gana una plaza como concertista del centro nacional de la música de concierto. En 1974 se gradúa del nivel medio en la escuela Amadeo Roldán. En 1976 se crea el Instituto Superior de Arte de Cuba en el cual ingresa, estudiando con los profesores Emmanuel Didov, graduándose en 1981 como Licenciado en Música con especialidad en flauta. Desde 1979 hasta 1994 fungió como profesor de la Escuela Nacional de Música en Cuba. 
En 1992 fundó la Orquesta Panorama y más adelante, el trío Flauta Mágica.

## Discografía

### Álbumes de estudio
- Danzoneando (2009)
- Insomnio (2008)
- Mi Gran Pasión (1999)
- La Flauta en el Danzón Vol. I (1989)

## Premios
- 2006, Tercer premio de Composición, Concurso de Habaneras, con la canción ‘Los Ojos de mi Niña’ con la orquesta Panorama, Habana, Cuba.

- 2000 Primer premio en la categoría Música Tradicional con el disco ‘Mi Gran Pasión’, concurso CubaDisco, Habana, Cuba.

- 2000 Primer premio de la crítica especializada, concurso del Festival CubaDisco, Habana, Cuba.

- 1987 Primera Mención a la mejor interpretación de música Rusa, Festival Nacional de Música de Cámara, con op.94, Prokófiev, Habana, Cuba.

- 1985 Primer Premio a la mejor interpretación de la música de J. S. Bach, Festival Nacional de Música de Cámara, Habana, Cuba.

- 1982 Tercer Premio de los instrumentos de viento, Unión de Escritores y Artistas de Cuba, UNEAC, Habana, Cuba.

- 1977 el Premio Especial en el “Interpodium “de Bratislava, antigua República de Checoslovakia.

## Nominaciones a premios
- 2009 Nominado al concurso del Festival Cuba Disco 2009 con el CD "Danzoneando" y su orquesta Panorama, Habana, Cuba.

- 2008 Nominado al concurso del Festival Cuba Disco 2008 con el CD "Insomnio", Habana, Cuba.

- 2005 Fue uno de los músicos del CD "Mis versiones preferidas" que fuera nominado al concurso del Festival Cuba Disco, Habana, Cuba.

## Participación en concursos como solista
- 1978 Festival de Música Contemporánea de los Países Socialistas en octubre 18, Habana, Cuba.

- 1978 Concurso Maknoykirshen, Alemania.

- 1979 Concurso Reina Sofía de flauta, finalista. España.

## Conciertos
Ha dado conciertos como solista con las siguientes orquestas:
- Banda Nacional de Concierto, solista
- Orquesta Sinfónica Nacional, solista
- Orquesta Sinfónica de Matanzas, concertista
- Orquesta Sinfónica de Camagüey, Santiago, Santa Clara,

Como concertista en dúo con piano ha brindado numerosos conciertos a lo largo de la isla de Cuba, Alemania, España, Checoslovakia y Martinica.

## Proyectos Musicales en lo que ha trabajado
- 1969 Banda del Estado Mayor del Ejército, como primera flauta.
- 1971 Trabajó como flautista en la Banda Nacional de Conciertos con directores como Manuel Duchesne Morillas, Arturo Bonachea y Rodrigo Prats entre otros.
- 1972 Grupo Experimentación Sonora, director Leo Brower grabando con figuras comoSilvio Rodríguez, Pablo Milanés, Sara González y Noel Nicola.
- 1974 Comenzó su carrera como solista y dio conciertos a lo largo del país, acompañado de la Orquesta Sinfónica de Camagüey, Matanzas, Santiago de Cuba, Santa Clara, provincia Habana. Conjuntamente trabaja con la Orquesta Sinfónica Nacional, bajo la dirección del maestro Manuel Duchesne Cusán.
- 1977 Dúo de piano y flauta con el pianista Roberto Urbay.
- 1979 Dúo con la pianista Inoshka Fernández Brito.
- 1984 Camera Music, dúo de piano y flauta con Ida Sisto
- Experimentación Sonora, director Leo Brower.
- el grupo 'Nuestro Tiempo' con el director Manuel Duchesne Cuzán;
- la orquesta Sinfónica Nacional de Cuba.

Al mismo tiempo tocaba con:
- la orquesta Sinfónica Nacional de Cuba.

- el grupo 'Nuestro Tiempo' con el director Manuel Duchesne Cuzán;

- Experimentación Sonora, director Leo Brower.

## Eventos como compositor
- 2006, Tercer premio de Composición, Concurso de Habaneras, con la canción

"Los ojos de mi niña" con la orquesta Panorama, Habana, Cuba.
- 2005 Finalista en Composición en el Concurso de Chachachá "Enrique Jorrín" con la canción "Arrímate a mi Cha Cha Rap" compuesta por Alberto Corrales y Javier Barrera Tejeda, Habana, Cuba

## Composiciones
Alberto Corrales es miembro de la Asociación de Compositores de CUBA (ACDAM) y de la ESGAE de España. Entre sus obras están:

1. Suite Latinoamericana para dos flautas y violonchelo.
2. Leyenda para cuatro fagotes y flauta.
3. Trilogía: A la mar, Sútil y La Magia de un sueño infinito para dos flautas y piano.
4. Insomnio para flauta y piano.
5. Fantasía pregón para flauta y piano.
6. Realización para flauta y piano.

Más de 15 Danzones entre los que mencionamos Danzón a Mozart, la Flauta de Corrales, Lazarita, Carmendina, Bailando en Oaxaca con Hugolino y Lulú, La Felicidad de Félix, Cha Cha la gran Señora, El pasillo de Julián, Sensible Margarita, Sierra Hermosa, Legendaria Zacatecas,Norma Alicia, La Tijuana de Hoy,  entre otros.

De géneros mixtos: Danzsalsa fusión, De repente Lázara fusión, La Musa rumba, Fantasía Negra latín-afro-jazz; también Los ojos de mi niña y Declaración de Amor habaneras.